# Vellozia harleyi
Vellozia harleyi är en enhjärtbladig växtart som beskrevs av Lyman Bradford Smith och Edward Solomon Ayensu. Vellozia harleyi ingår i släktet Vellozia och familjen Velloziaceae. Inga underarter finns listade.